# Pochylenie podłużne

Znak drogowy ostrzegający o stromym podjeździe

 Pochylenie podłużne, pochylenie wzdłużne, nachylenie podłużne, nachylenie wzdłużne – w transporcie drogowym lub kolejowym wielkość opisująca różnicę wysokości między dwoma punktami drogi kołowej lub kolejowej odniesioną do odległości dzielącej te punkty.

## Opis pochylenia
Istnieją dwa podstawowe sposoby opisu pochylenia podłużnego drogi:

Wielkości opisujące pochylenie podłużne drogi

- przez podanie kąta α pochylenia trasy do poziomu
- przez podanie w procentach (dla tras kolejowych zwykle w promilach) stosunku zmiany wysokości bezwzględnej trasy do jej długości. Istnieją dwie definicje matematyczne, w zależności od których podana wartość jest sinusem lub tangensem kąta nachylenia:
  - Stosunek zmiany wysokości Δh, mierzonej w dwóch punktach trasy, do odległości l między nimi, mierzonej wzdłuż trasy, jest sinusem tego kąta: sin(α) = Δh/l.
  - Stosunek zmiany wysokości Δh, mierzonej w dwóch punktach trasy, do odległości d między nimi, mierzonej w poziomie, jest tangensem tego kąta: tg(α)= Δh/d.

W praktyce różnica między dwiema alternatywnymi metodami pomiaru jest niewielka, gdyż typowe trasy transportowe są nachylone nie więcej niż 20°, a dla tak małych kątów różnica sinusa i tangensa jest nieznaczna (co pokazuje tabelka). Z tego powodu prawie nigdy przy podawaniu pochylenia trasy nie zaznacza się, w jaki sposób zostało ono wyliczone (najczęściej jest sinusem).